# هنري الكسندر
هنري الكسندر (بالإنجليزية: Henry Alexander)‏ (26 أكتوبر 1841 ببرايتون في المملكة المتحدة - 11 فبراير 1920 بوستمنستر في المملكة المتحدة) هو لاعب كريكت بريطاني (وحمل سابقاً جنسية المملكة المتحدة لبريطانيا العظمى وأيرلندا). لعب مع نادي جامعة كامبريدج للكريكيت ‏.

## وصلات خارجية
- هنري الكسندر على موقع إي آس بي آن كريك إنفو (الإنجليزية)